# 北緯53度線
北緯53度線（ほくい53どせん）は、地球の赤道面より北に地理緯度にして53度の角度を成す緯線。ヨーロッパ、アジア、太平洋、北アメリカ、大西洋を通過する。
この緯度の下では、夏至点時の可照時間は16時間56分で、冬至点時は7時間34分である。

## 通過する地域一覧
北緯53度線は、本初子午線から東に向かって以下の場所を通っている。
| 地理座標                                               | 国土・領土・領海     | 備考 |
| ------------------------------------------------------ | -------------------- | --- |
| 北緯53度0分 東経0度0分 / 北緯53.000度 東経0.000度      | イギリス             | イングランド |
| 北緯53度0分 東経0度8分 / 北緯53.000度 東経0.133度      | 北海                 | |
| 北緯53度0分 東経4度43分 / 北緯53.000度 東経4.717度     | オランダ             | テセル - 北ホラント州 |
| 北緯53度0分 東経4度47分 / 北緯53.000度 東経4.783度     | ワッデン海           | |
| 北緯53度0分 東経5度24分 / 北緯53.000度 東経5.400度     | オランダ             | フリースラント州 ドレンテ州 フローニンゲン州 |
| 北緯53度0分 東経7度13分 / 北緯53.000度 東経7.217度     | ドイツ               | |
| 北緯53度0分 東経14度15分 / 北緯53.000度 東経14.250度   | ポーランド           | |
| 北緯53度0分 東経23度56分 / 北緯53.000度 東経23.933度   | ベラルーシ           | |
| 北緯53度0分 東経31度19分 / 北緯53.000度 東経31.317度   | ロシア               | |
| 北緯53度0分 東経61度9分 / 北緯53.000度 東経61.150度    | カザフスタン         | 約10km |
| 北緯53度0分 東経61度18分 / 北緯53.000度 東経61.300度   | ロシア               | 約7km |
| 北緯53度0分 東経61度24分 / 北緯53.000度 東経61.400度   | カザフスタン         | 約12km |
| 北緯53度0分 東経61度35分 / 北緯53.000度 東経61.583度   | ロシア               | 約18km |
| 北緯53度0分 東経61度51分 / 北緯53.000度 東経61.850度   | カザフスタン         | 約4km |
| 北緯53度0分 東経61度54分 / 北緯53.000度 東経61.900度   | ロシア               | 約15km |
| 北緯53度0分 東経62度7分 / 北緯53.000度 東経62.117度    | カザフスタン         | |
| 北緯53度0分 東経78度12分 / 北緯53.000度 東経78.200度   | ロシア               | バイカル湖を通過 |
| 北緯53度0分 東経120度26分 / 北緯53.000度 東経120.433度 | 中華人民共和国       | 内モンゴル自治区 黒竜江省 |
| 北緯53度0分 東経125度41分 / 北緯53.000度 東経125.683度 | ロシア               | |
| 北緯53度0分 東経141度11分 / 北緯53.000度 東経141.183度 | 間宮海峡             | |
| 北緯53度0分 東経141度54分 / 北緯53.000度 東経141.900度 | ロシア               | 樺太 - サハリン州 |
| 北緯53度0分 東経143度17分 / 北緯53.000度 東経143.283度 | オホーツク海         | |
| 北緯53度0分 東経156度7分 / 北緯53.000度 東経156.117度  | ロシア               | カムチャツカ半島 |
| 北緯53度0分 東経158度53分 / 北緯53.000度 東経158.883度 | 太平洋               | |
| 北緯53度0分 東経172度45分 / 北緯53.000度 東経172.750度 | アメリカ合衆国       | アラスカ州 - アッツ島 |
| 北緯53度0分 東経172度48分 / 北緯53.000度 東経172.800度 | ベーリング海         | |
| 北緯53度0分 西経169度45分 / 北緯53.000度 西経169.750度 | アメリカ合衆国       | アラスカ州 - カガミル島 |
| 北緯53度0分 西経169度40分 / 北緯53.000度 西経169.667度 | ベーリング海         | |
| 北緯53度0分 西経168度55分 / 北緯53.000度 西経168.917度 | アメリカ合衆国       | アラスカ州 - ウムナック島、本土 |
| 北緯53度0分 西経168度37分 / 北緯53.000度 西経168.617度 | 太平洋               | アラスカ湾 |
| 北緯53度0分 西経132度23分 / 北緯53.000度 西経132.383度 | カナダ               | ブリティッシュコロンビア州 - ヒブン島、モレスビー島、ルイーズ島（英語版） |
| 北緯53度0分 西経131度41分 / 北緯53.000度 西経131.683度 | ヘキト海峡（英語版） | |
| 北緯53度0分 西経129度41分 / 北緯53.000度 西経129.683度 | カナダ               | ブリティッシュコロンビア州 - エステヴァン群島（英語版）、カンパニア島（英語版）、プリンセス・ロイヤル島、本土 アルバータ州 サスカチュワン州 マニトバ州 - ウィニペゴシス湖、ウィニペグ湖を通過 オンタリオ州 ヌナブト準州 - アキミスキ島 |
| 北緯53度0分 西経80度50分 / 北緯53.000度 西経80.833度   | ジェームズ湾         | |
| 北緯53度0分 西経78度58分 / 北緯53.000度 西経78.967度   | カナダ               | ケベック州 ニューファンドランド・ラブラドール州 ケベック州 - 約10km ニューファンドランド・ラブラドール州 |
| 北緯53度0分 西経55度46分 / 北緯53.000度 西経55.767度   | 大西洋               | |
| 北緯53度0分 西経9度25分 / 北緯53.000度 西経9.417度     | アイルランド         | |
| 北緯53度0分 西経6度3分 / 北緯53.000度 西経6.050度      | アイリッシュ海       | |
| 北緯53度0分 西経4度26分 / 北緯53.000度 西経4.433度     | イギリス             | ウェールズ イングランド |